# Bertil Lundqvist
Bertil Lundqvist, född 3 april 1915 i Gävle, död 1962 i Gävle, var en svensk målare och tecknare. 
Han var son till målaren Carl Johan Lundqvist och Hulda Lindberg. Han studerade först konst i Gävle för olika konstnärer och genom självstudier samt fackteckning vid Gävle fackskola 1930-1935 därefter studerade han konst i Köpenhamn 1935 och för Isaac Grünewald i Stockholm. Separat ställde han ut i Gävle konsthall 1938 och på Gävle museum 1947. Han medverkade regelbundet i utställningar med Gävleborgs läns konstförening sedan mitten av 1940-talet och i Gävleborgsgruppens utställningar i Stockholm. Bland hans offentliga arbeten märks väggmålningar för Nynäs folkskola, Hälsingeregementets soldathem och Karlsholms slott. Hans konst består av landskap med motiv från den norrländska kusten, sågverk och industrianläggningar, ofta gråstämda eller i snö samt naturmotiv från Palestina. Han var under flera år verksam som illustratör i Gävles dagspress. Lundquist är representerad vid Gävle museum och Hudiksvalls museum samt i Næstveds rådhus i Danmark.

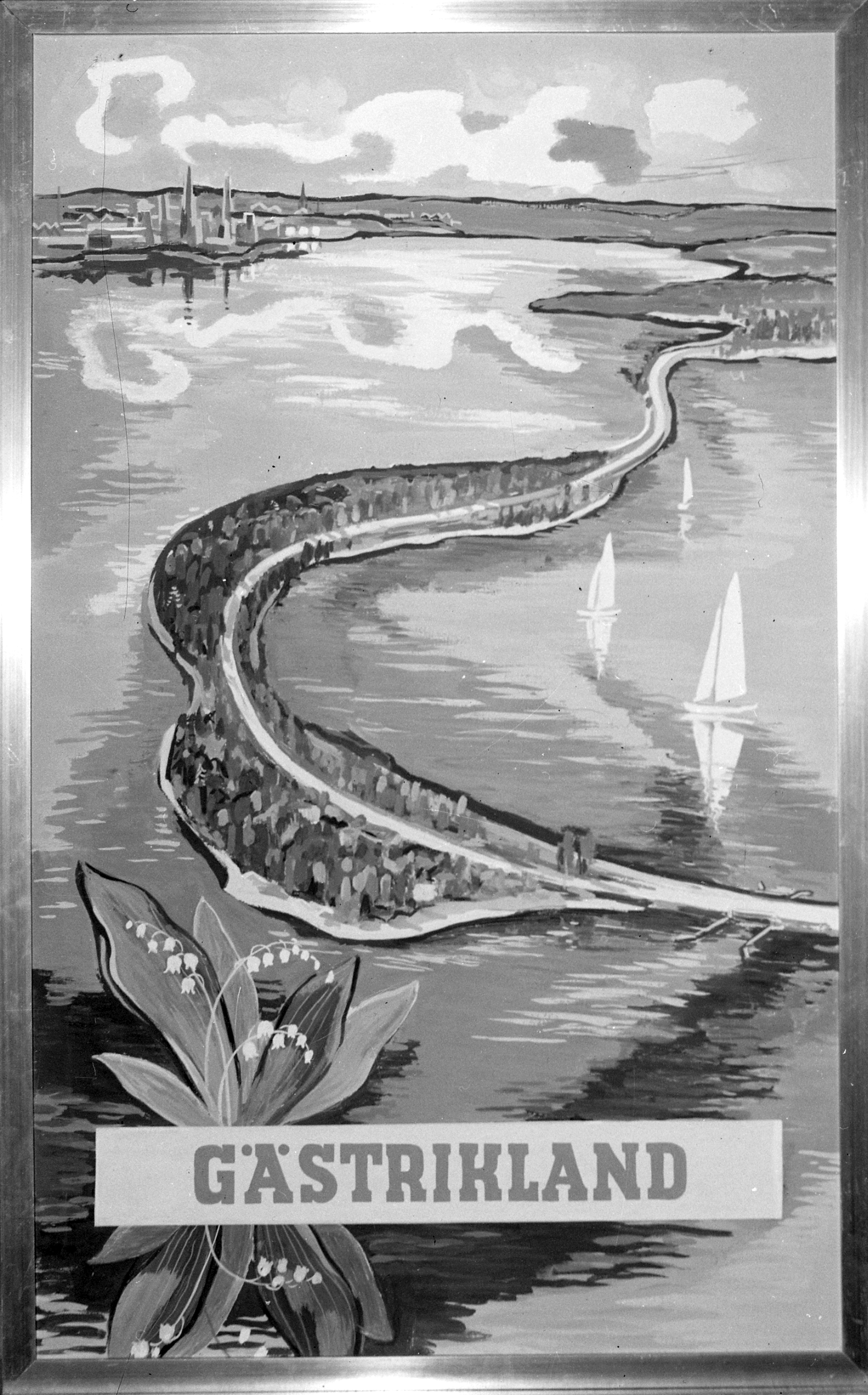
Gästrikeaffisch från Digtitaltmuseum